# Interim management
Interim management (přechodné, dočasné vedení) je dočasné nasazení manažera do organizace, která chystá zásadní změnu nebo potřebuje externí pomoc na zvládnutí výjimečné situace.
Interim management byl původně využíván hlavně v krizovém řízení organizací, posléze se rozšířil do oblasti transformačních projektů. Používá se dnes při zavedení nových postupů a metod řízení, při integraci podniků po fúzi nebo při náhlém výpadku klíčového vedoucího pracovníka.
Pro interim management se používají také termíny “transformation management” v případě řízené změny organizace nebo “transition management” pro dočasné překlenutí výpadku manažerského zdroje.
Interim manažer je zpravidla zkušený manažer a zároveň odborník v konkrétní profesi: změnový manažer, odborník na firemní finance, lidské zdroje, nákup, řízení kvality, právní agendu atd.
Interim manažer má obvykle manažerské zkušenosti z několika organizací včetně řízení změnových projektů. V různých fázích svého působení (viz typický průběh mandátu) spojuje práci externího poradce a projektového manažera s operativní činností manažera a kouče. Plná zodpovědnost za analýzu problému, poskytování a implementaci funkčního řešení odlišuje činnost interim manažera od konzultanta nebo vedoucího pracovníka v pracovním poměru.

## Původ a rozšíření Interim managementu
Interim management vznikl v 70. letech 20. století v Nizozemí, jako pružné řešení v reakci na dlouhé výpovědní lhůty manažerů a vysoké odstupné. Postupně se rozšířil do ostatních zemí Evropy, Austrálie a Ameriky.
V sousedním Německu se významně rozvinul po spojení východní a západní části země v roce 1989 jako odpověď na potřebu dočasného řízení privatizovaných státních podniků v držení privatizačního fondu Treuhand. V 90. letech poptávka po krizových manažerech dále rostla a nyní je interim management běžný nástroj na řízení změn.
Ve Francii se interim management prosadil navzdory restriktivnímu zákonodárství v oblasti pracovních vztahů a v posledních letech tento způsob najímání manažerů vykazuje dvouciferný růst.
Pro Velkou Británii je typické uplatnění interim manažerů nejen v soukromém, ale i ve veřejném sektoru, ve státní a komunální správě.
Rozvoj interim managementu v Evropě, v USA, v Austrálii a Jižní Africe nelze vysvětlit pouze uvolněním pracovně-právních vztahů (větší flexibilitou), ale také potřebou organizací reagovat rychle a cíleně na změny ekonomického a technologického prostředí.
V České republice se objevil prvně při privatizaci státních podniků v podobě krizových manažerů, ale systematické uplatnění našel teprve od roku 2009, v době mezinárodní hospodářské krize. Ve výrobních podnicích automobilového průmyslu a jiných odvětví zde působili často zkušení interim manažeři ze zahraničí se zadáním překonat nastalé problémy a nutné transformace. V posledních letech (cca od 2012) tyto mandáty přebírají častěji čeští interim manažeři působící jak v pozicích CEO, CFO či CHRO, tak v pozici projektových manažerů, například v oblastech řízení kvality a zvyšování produktivity. Zároveň se čeští interim manažeři nadále zabývají krizovým managementem v českých firmách.
Čeští interim manažeři a zprostředkovatelé založili v roce 2009 Českou asociaci interim managementu s cílem reprezentace, podpory a rozvoje interim managementu v České republice.

## Průběh typického mandátu
Mandáty Interim manažerů se liší svým rozsahem a nároky, zahrnují velké změnové projekty, “náhradu” nepřítomných klíčových manažerů, řízení odborných projektů a transformaci celých organizací. Sledují však obvykle schéma zahrnující analýzu, návrh řešení, jeho realizaci po zakončení projektu spolu s předáváním zodpovědnosti zpět do organizace. Ve fázi analýzy a počátečního auditu je práce Interim manažera podobná činnosti poradce, následně v implementační fázi přechází v projektový management a při předávání Interim manažer často působí jako kouč či školitel.

### Fáze 0 – Zadání, výběr a nasmlouvání Interim manažera
Zadavatel formuluje sám nebo s pomocí konzultanta projektový plán, který zohlední aktuální situaci a cíle projektu a sdělí jej přímo nebo zprostředkovaně zainteresovaným interim manažerům. Vybírá si přímo nebo přes zprostředkovatele ze dvou nebo vice Interim manažerů se zkušenosti v požadované odbornosti na základě osobního pohovoru a předložených referencí.
Do Smlouvy s interim manažerem vstupuje buď přímo nebo přes zprostředkovatele. Smlouva obsahuje zadání a hlavní cíle, předpokládanou délku mandátu a obchodní podmínky jakož i vymezení zodpovědností za rizika (dohoda o mlčenlivosti, zákaz konkurence, vymezení hmotné zodpovědnosti, podmínky a lhůty ukončení smlouvy). Výběr a nasmlouvání interim manažera pomocí zprostředkovatele zvyšuje náklady, ale obvykle zkvalitní a zrychluje proces a poskytuje větší jistotu jak organizaci, tak interim manažerovi.

### Fáze 1 – Vstup do organizace a počáteční analýza
V rámci prvních (zpravidla 10) dnů Interim manažer vypracuje situační analýzu. Vytvoří také projektový a časový plán s vytyčením cílů, priorit a stanovením očekávaného přínosu.
Při mandátech pojatých jako “zástup” musí Interim manažer tuto analýzu uskutečnit paralelně s operativní činností.

### Fáze 2 – Návrh řešení
Po úvodní analýze představuje Interim manažer sám nebo s podporou zprostředkovatele vlastní návrh změn a cílů pro svůj mandát. Pokud se vnímání výchozí situace a žádoucích změn zásadně liší od původního zadání, zákazník může tuto změnu akceptovat anebo spolupráce mezi ním a interim manažerem v tento okamžik skončí. Většina neúspěšných mandátů vzniká tím, že zadavatel této fázi nevěnuje dostatečnou pozornost či není ochoten přijmout jiný názor a/nebo interim manažer po úvodní analýze neprosadí svoje názory a postupy.
V případě „zástupu“ původní analýza a návrh řešení poukazuje na míru identifikace a vhodnosti Interim manažera se svěřenou rolí.

### Fáze 3 – Implementace řešení
Interim řídí implementaci svého projektu společně s pracovníky organizace a zároveň informuje o postupu projektu a poskytuje zadavateli pravidelnou zpětnou vazbu, buď sám, nebo ve spolupráci se zprostředkovatelem. Oboustranná zpětná vazba je důležitá pro zachování nutné míry objektivity v hodnocení činnosti interim manažera a ostatních pracovníků a pro sledování možného vývoje původních cílů. Míra vlastních odborných vstupů interim manažera, řízení týmů nebo strategického dohledu nad projektem se liší dle zadání a druhu mandátu.

### Fáze 4 – Dokončení a předání projektu
Ke konci projektu musí interim manažer ověřit dosažení definovaného zadání a spokojenost zadavatele. Tato fáze často zahrnuje předávání know-how a trénink stálých pracovníků organizace, identifikaci a případný nábor následovníků a zhodnocení procesu včetně omylů a získaných zkušeností. Úspěšný interim manažer se soustřeďuje na trvalost dosažených výsledků vice než na délku vlastního mandátu, a bude trvat na hodnocení projektu ze strany zadavatele. V některých případech poskytuje další ad-hoc podporu nebo nastoupí na nový projekt u téhož klienta.
Doprovázející zprostředkovatel (provider) interim manažera obvykle doprovází tuto fázi projektu ke spokojenosti obou stran a zajištuje vyvážené hodnocení a pokud možno písemné reference pro interim manažera.

## Způsoby najímaní interim manažerů
Interim manažeři obvykle působí jako OSVČ nebo právní osoby, motivované měnit prostředí, přijmout nové výzvy a příležitosti stejně jako s nimi spojená rizika.
Na rozdíl od přiděleného zaměstnance v režimu “dočasného přidělení” podle zákona o zaměstnanosti jejich právní status vůči zadavateli musí být definován smlouvou, pokud není spojen se statutární funkcí v dané organizaci.
S klientem navazují buď přímý vztah anebo zprostředkovaný vztah přes takzvaného “interim providera”, který dohlíží jak na plnění smluvních závazků, tak na průběh mandátu a často přebírá administrativní agendu spojenou s výkonem mandátu interim manažera.
Někteří interim manažeři, v převážné míře působící v krizovém managementu, pracují ve skupině, přičemž každý z nich zajišťuje „svoji odbornost“ v rámci projektu (CEO, CFO, Nákup, Výroba, HR).
Ve výjimečných případech se Interim manažer po dokončení projektu rozhodne setrvat u klienta a vstoupit s ním do zaměstnaneckého vztahu.

## Výhody využívání interim manažerů
- Interim manažeři mají zpravidla větší rozsah zkušeností a znalostí než vyžaduje daný projekt nebo role v organizaci
- Menším/středním/rodinným podnikům dává možnost najmout si odborníka ze zkušeností z větší organizace z mezinárodního prostředí na specifický projekt a omezenou dobu
- Interim manažeři jsou velmi rychle na místě (zpravidla během dvou týdnů). Soustřeďují se výhradně na splnění zadaného úkolů bez ohledů na různé individuální a skupinové zájmy v organizaci.
- Přinášejí nadhled „zvenku“ na problém a ruší tabuizovaná témata.[8]

## Specifika českého a slovenského trhu interim managementu
Koncept interim managementu se vyvíjí v České republice zevnitř i zvenku: na trhu původně českých podniků se uplatňují interim manažeři hlavně v oblasti krizového řízení, pokusů o záchranu podniků nebo v insolvenčním řízení.
V podnicích se zahraniční majetkovou účastí, především v automobilovém průmyslu, se používá hlavně v oblasti projektového nebo změnového řízení či dočasného zastoupení nebo posílení týmů. Tito interim manažeři bývají často najímáni přes zprostředkovatele ze zemí původu zahraničních investorů.
Vznikly tak dvě skupiny Interim manažerů s odlišným zaměřením a zkušenostmi, které dnes částečně propojuje několik zprostředkovatelů.